# Magnus Haraldsson
Magnus Haraldsson (* ~ 1480 in Västergötland; † ca. 1550 vermutlich in Bützow) war von 1523 bis 1529 Bischof von Skara und ab 1542 Weihbischof im Bistum Schwerin.

## Leben
Magnus Haraldsson studierte im Sommersemester 1498 an der Universität Greifswald, ab 1504 an der Universität Rostock, 1506 an der Universität Erfurt und im Wintersemester 1506/07 an der Universität Frankfurt/Oder. Er wurde in Deutschland zum Magister promoviert und wurde 1508 Kanoniker im Stift Skara. Als Archidiakon (seit 1519) wurde Magnus Haraldsson 1523 im schwedischen Skara zum Bischof bestellt. Seine Residenz war das Schloss Läckö. Ohne eine päpstliche Bestätigung erhalten zu haben, wurde er am 5. Januar 1528 von dem erst 1524 selbst in Rom geweihten Bischof Peder Mansson mit zwei weiteren Kandidaten im Dom zu Strängnäs geweiht. Diese Weihe war unerlaubt erteilt und empfangen, aber doch gültig. Schon am 12. Januar 1528 wirkte Bischof Magnus bei der Krönungsfeier Gustav I. Wasa im Dom zu Uppsala mit und hielt das Krönungsamt. Die lutherische Festpredigt hielt der verheiratete Diakon und Reformator Olaus Petri. 1529 unterstützte er den Aufstand der katholischen Bevölkerung in Småland, musste aber nach der Niederschlagung desselben außer Landes gehen und hielt sich in Helsingborg auf. Von Helsingborg aus suchte er Kontakt zum Burggrafen und Bürgermeister von Danzig (Gdańsk).
Als man Magnus Haraldsson endgültig für abgesetzt betrachtete, weihte man Anfang September 1531 wieder Sveno Jacobi als neuen Bischof für Skara. In einem geheimen Protest reservierten sich die altgläubigen Bischöfe Petrus Magni und Magnus Sommer gegen die lutherische Lehre und die erzwungene Weihe, die keine kanonische Gültigkeit besaß.
1536 meldete Magnus Haraldsson aus Danzig, dass sich auch dort die lutherische Neuerung breitmachte und die drei schwedischen Bischöfe ziemlich Not litten.
Am 3. Februar 1542 befand sich der vertriebene Bischof in Rostock, doch wo sein eigentlicher Wohnsitz in Mecklenburg war, ist nicht bekannt. Danach hielt er sich im Dominikanerkloster in Wismar auf. Dort fand 1550, fast ein Jahr nach Einführung der Reformation in Mecklenburg, noch eine spektakuläre Bischofswahl für das Bistum Schwerin statt. Dieses Ereignis geschah am 26. März 1550, die Erteilung der niederen Weihen an den Postulaten, Herzog Ulrich I. von Mecklenburg, durch Bischof Magnus am darauffolgenden Tage. Auch Bützow wurde als Wohnsitz Bischof Magnus genannt.
Ob er nun in Bützow oder in Wismar verstorben und begraben wurde, ist urkundlich nicht belegt.
Ein Siegel hat Bischof Magnus vermutlich geführt, doch ist weder Inschrift noch Abbildung bekannt. Weihbischof konnte er sich nennen, weil er de facto im Bistum Schwerin wohnte und mindestens einmal für das Bistum Schwerin tätig geworden war, auch wenn diese einzige bekannte bischöfliche Amtshandlung außerhalb des Bistums, in Wismar, im Bistum Ratzeburg geschah.